# Naad van Brabant
De Naad van Brabant is een 1 tot 4 km brede en 175 km lange strook die door het Nederlandse Noord-Brabant loopt, van west (Ossendrecht) naar oost (Maashees). Deze strook wijkt af van het omliggende landschap en vormt een scheidslijn tussen de zandgrond in het zuiden en de kleigrond in het noorden.
In deze strook komt een grote hoeveelheid kwelwater aan de oppervlakte. Dit water is honderden jaren geleden als regen- en rivierwater op hogere zandgronden in de grond gezakt en over oude naar het noorden afhellende leemlagen naar het noorden gestroomd tot de ondoordringbare kleigronden. In de Naad van Brabant komt dit ijzer- en kalkrijke water aan de oppervlakte waardoor binnen deze strook landschap een gevarieerde natuur is ontstaan.